# NGC 4571
NGC 4571 é uma galáxia espiral (Sc) localizada na direcção da constelação de Coma Berenices. Possui uma declinação de +14° 13' 03" e uma ascensão recta de 12 horas, 36 minutos e 56,4 segundos.
A galáxia NGC 4571 foi descoberta em 14 de Janeiro de 1787 por William Herschel.